# 戸沢正誠
戸沢 正誠（とざわ まさのぶ）は、出羽国新庄藩の第2代藩主。初代藩主・戸沢政盛の次男。

## 経歴
寛永17年（1640年）、新庄藩初代藩主・戸沢政盛の次男として誕生。
慶安元年（1648年）、父が死去したが、正誠が若年であることと末期相続を理由に最初は家督相続を認められなかった。藩が江戸幕府老中・松平信綱ら幕閣に働きかけた結果、慶安3年（1650年）8月7日になってようやく相続が許された。このあたりは幕府の外様大名に対する対応が現れていると思われるが、2年間も藩主不在であったにもかかわらず、改易にもならなかったのは異例である。
正誠は藩主権力を強めるため、万治3年（1660年）5月に家老の片岡理兵衛一族を殺害した（片岡騒動）。さらに税制の整備や領内の総検地、永松銅山の開発や寺社建立、城下町の建設、家臣の新規召し抱えなどの改革を多数行なった。治世が60年の長きにわたったことにより藩政は安定化し、新庄藩は最盛期を迎えた。しかし、大胆かつ放漫ともいえる経済政策のために、正誠の治世末期から藩財政の悪化が見え始めた。さらに派手好きであり、文人や学者を登用し援助を惜しまなかったため、ますます財政は悪化したと伝わる。
宝永7年（1710年）2月16日、家督を養子の正庸に譲って隠居した。隠居はしたが、死ぬまで実権は手放さなかったとも伝わる。長らく健康であり、領内の温泉にも徒歩で通い、鷹狩りは60歳を越えても趣味としていたが、80歳が近づく頃にさすがに衰えが見え始め、享保7年（1722年）2月3日、83歳で死去した。
『土芥寇讎記』では、悪くはないが、男色や美童好きを止めたほうが良い君主になれる、と評されている。
貞享3年（1686年）に実子の正武が幼くして死去したことを嘆き、寛永2年（1625年）に政盛が創建した長松山万年寺を「桂嶽寺」と改名した。歴代藩主の内で正誠のみが桂嶽寺に葬られている。なお、子の正武の墓所も同寺にある。

## 系譜
父母
- 戸沢政盛（父）
- 於佐古、久照院 ー 藩臣楢岡光信の娘（母）

正室
- 市 ー 浅野光晟の娘

子女
- 戸沢正武（三男）
- 久留島通政正室
- 青木重矩正室
- 須和子 ー 正庸養嗣子の戸沢正成正室

養子
- 戸沢正庸 ー 藩臣楢岡友清の四男